# Kapelica Srca Marijina u Bačunu
Kapelica Srca Marijina katolička je kapela koja se nalazi u zagrebačkoj četvrti Sesvete u naselju Bačun. Sagrađena je 2010. godine na mjestu stare kapele iz 1930. godine.

## Povijest
U lipnju 2010. godine blagoslovljena je novozgrađena kapelica. Nalazi se na istom mjestu kao i stara koju je bilo potrebno zamijeniti radi dotrajalosti. Nova je kapela sagrađena sredstvima prikupljenim od mještana.
U kapelici se nalazi kip Bogorodice.

## Galerija
- Bočno pročelje kapele
- Unutrašnjost kapele
- Kip Bogorodice u kapeli